# Bill Orthwein
Bill Orthwein (né le 16 octobre 1881 à Saint-Louis et mort le 2 octobre 1955 dans la même ville) est un joueur de water-polo et nageur américain. Il a participé aux Jeux olympiques d'été de 1904 où il a remporté la médaille de bronze dans le tournoi de water-polo et également dans le relais 4 x 50 yards en natation.

## Palmarès
- Jeux olympiques d'été de 1904 à Saint-Louis (États-Unis) :
  -  Médaille de bronze en water-polo
  -  Médaille de bronze en relais 4 x 50 yards nage libre
  - 4e en 100 yards dos